# Natalja Viktorovna Poloszmak
Natalja Viktorovna Poloszmak (oroszul: Наталья Викторовна Полосьмак; Habarovszk, 1956. szeptember 12. –) orosz régész, a történettudományok doktora, az Orosz Tudományos Akadémia Szibériai Tagozatán a Régészeti és Néprajzi Intézet vezető kutatója.
Poloszmak a Novoszibirszki Állami Egyetem bölcsészettudományi karán végzett 1978-ban, később aspiráns volt Vjacseszlav Ivanovics Mologyinnál és Vagyim Mihajlovics Masszonnál a Szovjet Tudományos Akadémia Archeológiai Intézetének Leningrádi Tagozatán. 1985-ben sikeresen megvédte kandidátusi értekezését, amit a Baraba-alföld nyugati részén a szkíta–szarmata időszakban élt népesség kultúrájáról írt. 1987 óta rendszeresen publikál.
1993-ban az Altaj köztársaság területén található Ukok-fennsíkon egy, a paziriki kultúrához tartozó kurgánban női múmiát talált, ami ukoki hercegnő néven vált ismertté.
1997-ben sikeresen megvédte a pazariki kultúráról szóló doktori értekezését. Régészeti kutatóutakat vezetett az Altaj hegységbe, Hakaszföldre, Tuvába, a Baraba-alföldre, az Irkutszki területre, a Krasznojarszki határterületre, Mongóliába és Indiában Kasmír és Zanszkár területére.
2005-ben a paziriki kultúra kutatásáért Vjacseszlav Ivanovics Mologyinnal megosztva átvehette Oroszország Állami Díját (Государственная Премия Российской Федерации). 
2011-ben[forrás?] az Orosz Tudományos Akadémia levelező tagja lett. A Német Régészeti Intézet (Deutschen Archäologischen Instituts, DAI) levelező tagja, illetve a Mongol Tudományos Akadémia Régészeti Intézetének (Монгол Улсын Шинжлэх Ухааны Академи, Археологийн хүрээлэн) díszdoktora.
Az orosz Археология, этнография и антропология Евразии (Archaeology, Ethnology & Anthropology of Eurasia) folyóirat szerkesztőségi tagja, továbbá az Ancient Civilizations from Scythia to Siberia folyóirat szerkesztőbizottságának tagja.
Férje Vjacseszlav Ivanovics Mologyin régész.